# Matt K. Miller
Pour les articles homonymes, voir Miller.
Matthew Kermit "Matt" Miller est un acteur et producteur américain né le 2 février 1960 à Rockville Centre, New York (États-Unis).

## Filmographie

### comme Acteur
- 1998 : FernGully II: The Magical Rescue : Batty Koda (voix)